# Прощание славянки (фильм)
«Прощание славянки» — советский фильм режиссёра Евгения Васильева, снятый в 1985 году.

## Сюжет
Старики, муж и жена, живут в Крыму в собственном большом доме. Хозяйка Анна Ивановна потеряла в войну мужа, а после войны — сына. Летом старики сдают часть своего домика постояльцам, выращивают на продажу виноград и персики. Для всех уезжающих из её дома Анна Ивановна включает марш «Прощание славянки». Это её «визитная карточка», которая нравится жильцам. Среди таковых оказывается и бывший военный лётчик полковник Градов. В доме он замечает на стене фотографию с двумя пацанами. В одном из них он узнаёт себя, а в другом — своего друга Вовку, умершего в детском санатории от туберкулёза. Встреча Анны Ивановны с Градовым, которого она когда-то спасла от смерти, заставляет женщину задуматься о смысле человеческих отношений.
Основные места съёмок в Крыму — посёлок Рыбачье, Коктебель и город Судак.

## В ролях
- Галина Макарова — Анна Ивановна
- Юрий Назаров — Александр Градов, бывший лётчик
- Евгений Лебедев — Семён Протасович, второй муж Анны Ивановны
- Наталья Гундарева — Женя
- Тимофей Спивак — Алексей, сын Анны Ивановны от второго брака
- Виктор Павлов — Фёдор Леонтьевич, сосед
- Майя Булгакова — Людмила Герасимовна, соседка
- Екатерина Васильева — Лена
- Анатолий Егоров — Дядя Лёня
- Надежда Семенцова — врач в детдоме
- Наталья Острикова — Анна Ивановна в молодости
- Любовь Германова — медсестра в детском доме
- Александр Лебедев — отдыхающий
- Тамара Совчи — соседка Людмилы Герасимовны
- Саша Чубыкин — Вовка